# Dopozwanie
Dopozwanie - instytucja procesu cywilnego, stanowiąca jedno z przekształceń podmiotowych w procesie. Polega na wezwaniu osoby trzeciej do udziału w procesie jako pozwanego. Celem instytucji dopozwania jest umożliwienie prowadzenia procesu w prawidłowej konfiguracji podmiotowej, niekiedy bowiem dopiero w toku procesu okazuje się, że został wytoczony przeciwko niewłaściwej osobie. Dopozwania dokonuje sąd na wniosek jednej ze stron procesu, wydając o tym postanowienie, na które nie służy zażalenie. Aby dopozwanie doszło do skutku konieczne jest wyrażenie zgody przez obie dotychczasowe strony procesu.
W polskim postępowaniu cywilnym dopozwanie występuje w dwóch wariantach: 
1. gdy powództwo zostało wytoczone nie przeciwko osobie, która powinna być pozwanym (czyli - w pewnym uproszczeniu - gdy powód pozwał niewłaściwą osobę); wówczas osoba wezwana działa w sprawie obok dotychczasowego pozwanego, a za zgodą obu dotychczasowych stron może wstąpić w jego miejsce; w tym przypadku dopozwanie działa na korzyść powoda, ponieważ inaczej proces zakończyłby się oddaleniem powództwa wskutek braku legitymacji materialnej po stronie pierwotnego pozwanego,
2. gdy powództwo o to samo roszczenie może zostać wytoczone jednocześnie przeciwko innym osobom oprócz dotychczasowego pozwanego; o takie dopozwanie może wnosić tylko powód; jest ono dla niego korzystne, ponieważ szansa wyegzekwowania świadczenia od kilku pozwanych jest z reguły większa.

W polskim postępowaniu cywilnym dopozwanie reguluje art. 194 § 1 (wariant pierwszy) i § 3 (wariant drugi) Kodeksu postępowania cywilnego. 